# Категория абелевых групп
Категория абелевых групп (обозначается Ab) — категория, объекты которой — абелевы группы, а морфизмы — гомоморфизмы групп. Является прототипом абелевой категории., в действительности, любая малая абелева категория может быть вложена в Ab.
Ab является полной подкатегорией Grp (категории всех групп). Главное различие между Ab и Grp состоит в том, что сумма двух гомоморфизмов абелевых групп — снова гомоморфизм:
(f+g)(x+y) = f(x+y) + g(x+y) = f(x) + f(y) + g(x) + g(y)
       = f(x) + g(x) + f(y) + g(y) = (f+g)(x) + (f+g)(y)
Третье равенство требует коммутативности сложения. Сложение морфизмов делает Ab предаддитивной категорией, и поскольку конечная прямая сумма абелевых групп является бипроизведением, следует, что Ab — аддитивная категория.
В Ab понятие ядра в категорном смысле совпадает с понятием ядра в алгебраическом смысле, то же самое верно для коядра. (Ключевое различие между Ab и Grp здесь состоит в том, что в Grp f(A) может не быть нормальной подгруппой, поэтому факторгруппа B/f(A) не всегда может быть определена.) Имея конкретные описания ядра и коядра, легко проверить, что Ab — в действительности абелева категория.
Объект Ab является инъективным тогда и только тогда, когда группа делимая; он проективен тогда и только тогда, когда группа свободная.
По двум абелевым группам A и B можно определить их тензорное произведение A⊗B; оно вновь является абелевой группой, что делает Ab моноидальной категорией.
Ab не является декартово замкнутой, потому что в ней не всегда определены экспоненциалы.